# Villa Engelmann (Triest)
Die Villa Engelmann ist ein Landhaus in Triest in der italienischen Region Friaul-Julisch Venetien. Es liegt in der Via di Chiadino 5, gegenüber der Kirche Beata Vergine delle Grazie.

## Geschichte
Das Landhaus und sein Park wurden im Auftrag von Francesco Ponti im Jahre 1840 projektiert und die Bauarbeiten dauerten drei Jahre. 1888 kaufte Frida Engelmann das Haus und vererbte es 1938 an ihren Sohn Wilhelm Engelmann.
Später stiftete dessen Sohn, Werner Engelmann, das gesamte Anwesen, von dem insbesondere der Park sehenswert ist, an die Stadt Triest. Das Haus befindet sich im Zustand des Verfalls.